# Zjednoczone Emiraty Arabskie na Letnich Igrzyskach Paraolimpijskich 1992
Zjednoczone Emiraty Arabskie na Letnich Igrzyskach Paraolimpijskich 1992 w Barcelonie reprezentował jeden zawodnik, który nie zdobył medalu. Był to debiut reprezentacji tego kraju na igrzyskach paraolimpijskich.

## Wyniki

### Podnoszenie ciężarów
- Ali Saif – do 60 kg, 7. miejsce (110 kg)[2].